# Johann Gustav Reinbeck

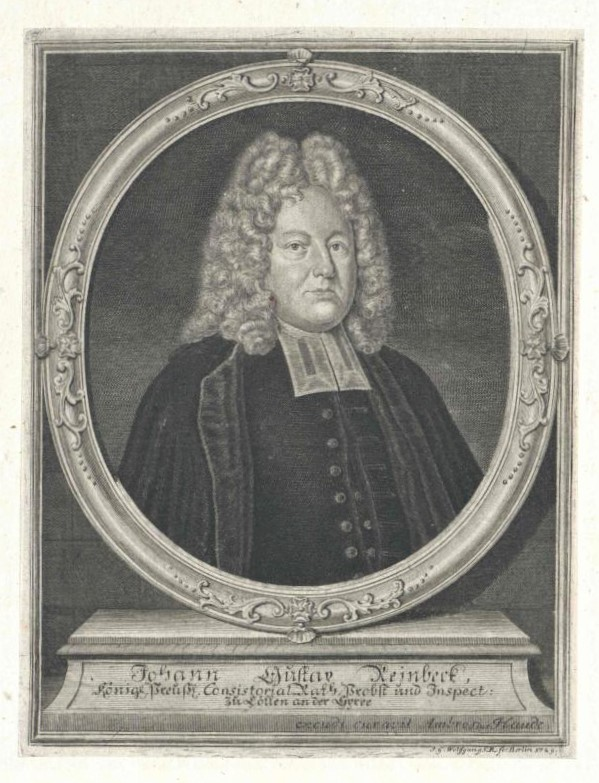
Johann Gustav Reinbeck (1729), Kupferstich von Johann Georg Wolfgang

Johann Gustav Reinbeck (* 25. Januar 1683 in Blumlage bei Celle; † 21. August 1741 in Schönwalde bei Berlin) war ein lutherischer Theologe, Konsistorialrat und Propst.

## Leben
Reinbeck wuchs in Celle und Lüchow auf, wo sein Vater Andreas Reinbeck ab 1693 Propst war. Er studierte in Halle, wurde 1709 Hilfsprediger sowie 1714 erster Prediger der Gemeinde Friedrichswerder und Dorotheenstadt. 1717 wurde er zum Propst an der Petrikirche in Cölln an der Spree und 1728 Konsistorialrat in Berlin. Zeitweise übte er auch das Amt des Beichtvaters von zwei preußischen Königinnen aus.
Er ist ein bedeutender Vertreter der Aufklärungstheologie, der in einigen seiner Schriften bestimmte Lehrmeinungen aus der Wolffschen Philosophie übernahm. Häufig wird in der Literatur zu Unrecht behauptet, er sei ein Wolffianer und damit ein Verfechter der Wolffschen Philosophie. Reinbeck hat sich schon zu Lebzeiten gegen diese von seinen pietistischen Gegnern aufgestellte Behauptung gewehrt. Reinbeck setzte sich auf Veranlassung des preußischen Königshauses für die Rückberufung Christian Wolffs nach Halle ein. 
Zudem übte er das Amt eines Kurators der Preußischen Universitäten aus. 1720 wurde er zum ordentlichen Mitglied der Königlich Preußischen Sozietät der Wissenschaften gewählt.
Johann Gustav Reinbeck heiratete 1710 seine Jugendfreundin Nympha Margaretha Scott (1683–1763). Ihr Vater war Robert Scott (1646–1714), der Braunschweig-Lüneburgische Hof- und Leibmedikus zu Celle. Aus der Ehe gingen sechs Söhne und drei Töchter hervor. Einer der Söhne war der Berliner Archidiakonus Otto Sigmund Reinbeck (1727–1805). Dessen Sohn, der Schriftsteller und Gymnasialprofessor Georg Reinbeck, gab 1842 eine Biografie seines Großvaters heraus   und dessen jüngste Tochter Anna Sophie Eleonore Rosina Reinbeck heiratete Georg Friedrich Kunowski, Kriegsrat in zwei preußischen Ministerien und Schwiegervater von Georg Carl Friedrich Kunowski, Justizrat in Berlin.

## Werke
- Die Natur Des Ehestandes und Verwerfflichkeit des dawieder streitenden Concubinats, aus der Heil. Schrifft, und anderen vernünfftigen Gründen gezeiget, und Wider des Herrn Geheimten Raths Thomasii Dissertation (De Concubinatu) vom Concubinen-halten behauptet. Johann Andreas Rüdiger, Berlin 1714 (Digitalisat der Erstauflage aus der Universitäts- und Landesbibliothek Sachsen-Anhalt, Digitalisat der 2. Auflage von 1715 aus der Sächsischen Landesbibliothek – Staats- und Universitätsbibliothek Dresden).
- Betrachtungen über die in der Augspurgischen Confeßion enthaltene und damit verknüpfte Göttliche Wahrheiten, welche theils aus vernünftigen Gründen, allesammt aber aus Heiliger Göttlicher Schrifft hergeleitet, und zur Uebung in der wahren Gottseligkeit angewendet werden. (9 Theile, ab Theil 5 fortgesetzt, von Israel Gottlieb Canz). Ambrosius Haude, Berlin und Leipzig 1731–1747. 
  - Erster Theil (1731) (Digitalisat der 2. Auflage von 1740 in der Google-Buchsuche).
  - Zweyter Theil (1733) (Digitalisat der 2. Auflage von 1742 in der Google-Buchsuche).
  - Dritter Theil (1736) (Digitalisat in der Google-Buchsuche).
  - Vierter Theil (1741) (Digitalisat in der Google-Buchsuche).
  - Fünfter Theil (1743) (Digitalisat der 2. Auflage (1743) in der Google-Buchsuche).
  - Sechster Theil (1744) (Digitalisat der 2. Auflage 1745 in der Google-Buchsuche).
  - Siebender Theil (1745) (Digitalisat in der Google-Buchsuche).
  - Achter Theil (1746) (Digitalisat in der Google-Buchsuche).
  - Neunter und letzter Theil (1747) (Digitalisat in der Google-Buchsuche).
- Nachricht von Gichtels Lebens-Lauf und Lehren, da jener aus seinen eigenen Brieffen zusammen gezogen ist, diese aber nach der Heiligen Schrifft geprüfet worden, vormahls in denen so genanndten Berlinischen Heb-Opfern heraus gegeben, nun aber aus bewegenden Ursachen besonders wieder abgedrucket. Johann Andreas Rüdiger, Berlin 1732 (Digitalisat in der Google-Buchsuche).
- Umständliche Nachricht, von dem erschrecklichen Brande in der Königl. Residentz-Stadt Berlin, durch welchen in der Nacht zwischen dem zweyten und dritten Pfingst-Tage dieses 1730sten Jahres nicht nur der an der St. Petri-Kirchen neuerbaute und bald fertige, aber mit seinem völligen Gerüste noch versehene Hohe Thurm, nachdem der Blitz ihn dreymahl nacheinander gerühret und entzündet hatte, sondern auch die Kirche, das Gymnasium, 2 Prediger- und mehr als 40 andere Häuser, innerhalb 4 Stunden in einen Stein- und Aschen-Hauffen sind verwandelt worden. Nebst einer Beschreibung gedachter Kirchen. Johann Andreas Rüdiger, Berlin 1732 (Digitalisat in der Google-Buchsuche).
- Philosophische Gedancken über die vernünfftige Seele und derselben Unsterblichkeit, nebst einigen Anmerckungen über ein französisches Schreiben, darin behauptet werden will, dass die Materie dencke. Ambrosius Haude, Berlin 1739 (Digitalisat in der Google-Buchsuche).
  - Französische Übersetzung von Jean Henri Samuel Formey mit einer Vorrede von Ernst Christoph von Manteuffel: Reflexions philosophiques sur l'immortalité de l'ame raisonnable. Avec quelques remarques sur une lettre dans laquelle on soutient que la Matière pense. Arkstée & Merkus, Amsterdam und Leipzig 1744 (Digitalisat in der Google-Buchsuche).